# Marina Heights Tower
Marina Heights Tower – 55-piętrowy wieżowiec w Dubai Marina w Dubaju w Zjednoczonych Emiratach Arabskich. Budynek ma wysokość 208m (684ft), został ukończony w 2006 roku.